# 三时经
三时经为日课经的一部分。
三时源于古罗马的计时方法，为古罗马的三点。这一刻是修士们的祈祷时间，通常在早九点进行，主要为了纪念圣灵降临到使徒们身上的那一刻。
按照古罗马的传统礼仪，这时的祈祷应该由一首赞歌、三首圣诗（或几节圣诗）、一段简短的圣书阅读、一段经文和一段祷告组成。